# Tiede Herrema

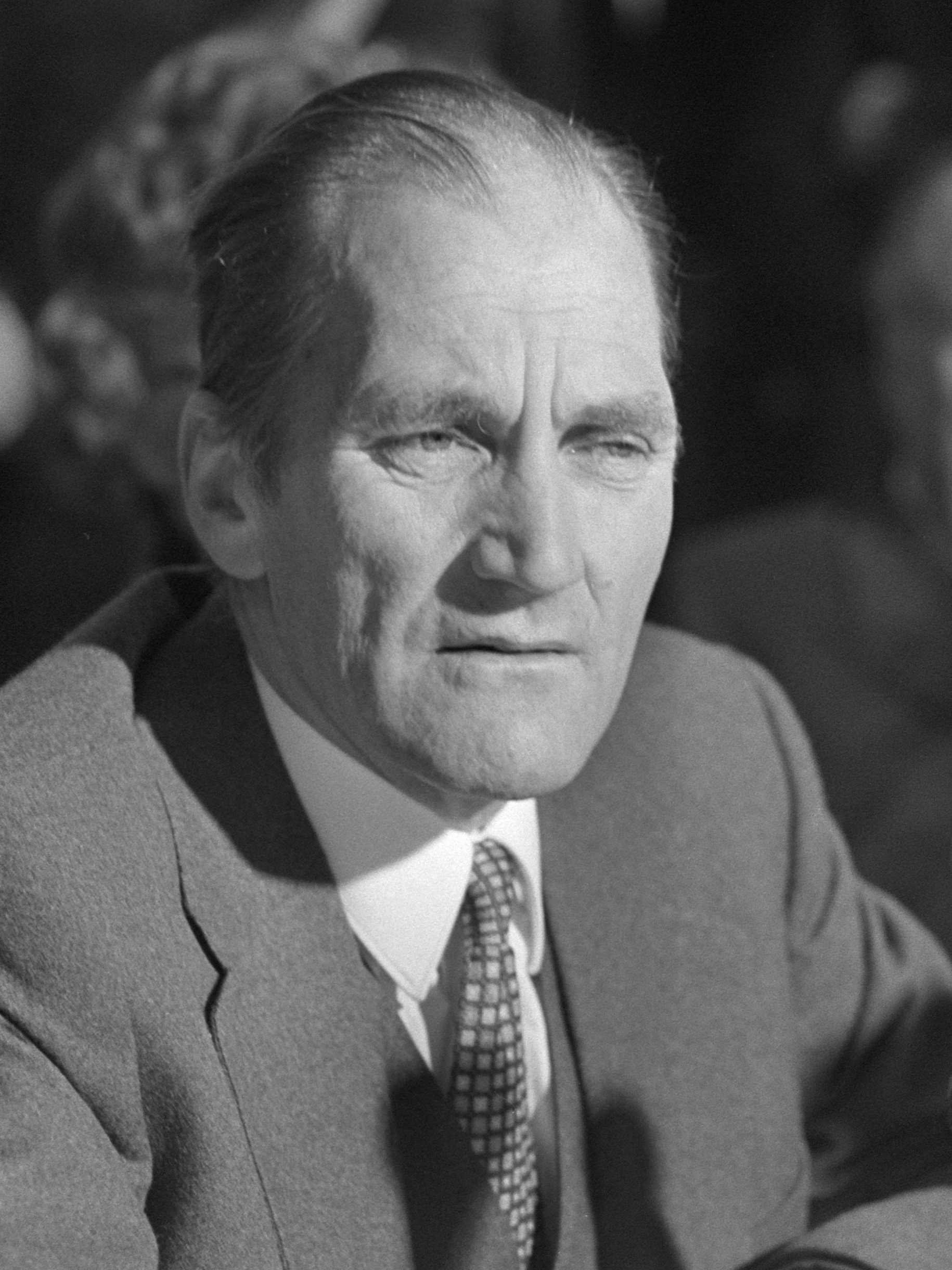
Tiede Herrema (1975)

Tiede Herrema (Zuilen, 21 april 1921 – Arnhem, 24 april 2020) was een Nederlandse zakenman die een doctorstitel haalde op het terrein van de revalidatiepsychologie.

## Carrière
Herrema promoveerde op 29 mei 1959, aan de Katholieke Universiteit Nijmegen, in de faculteit van Letteren en Wijsbegeerte op een psychologisch proefschrift, getiteld: Over revalidatie: Psychologische aantekeningen over de revalidatie van door een bedrijfsongeval getroffen arbeiders. Promotor was oud-minister van onderwijs (1948-1952) prof.dr. F.J.Th. Rutten.
Van 1970 tot 1973 was Herrema voorzitter van de Stichting Het Dorp. Daarna vertrok hij naar Ierland om namens AKZO leiding te geven aan een van haar dochterondernemingen, de kabelfabriek Ferenka in Limerick. Met 1400 arbeiders destijds de grootste werkgever in Limerick. Na zijn terugkeer in Nederland bekleedde Herrema andere functies binnen AKZO, was directeur van Het Nederlandse Rode Kruis en werd later interim-manager bij Veronica. In die functie ontsloeg hij in 1992 programmadirecteur Rob Out.

## Ontvoering
Op 4 oktober 1975 werd hij, op een paar honderd meter van zijn huis in het graafschap Limerick, ontvoerd door twee leden van de Provisional Irish Republican Army, Eddie Gallagher en Marion Coyle. De twee ontvoerders eisten de vrijlating van de IRA-gevangenen Rose Dugdale, Kevin Mallon en James Hyland uit de gevangenis van Portlaoise. Deze eis kon onmogelijk ingewilligd worden. Toen ook Herrema dit te horen kreeg, gaf hij zijn ontvoerders het advies om teneinde een eventuele strafvermindering te krijgen, te onderhandelen met de Britse regering om zijn vrijheid te bewerkstelligen. In beginsel zouden zij tot maximaal vijf jaar gevangenisstraf veroordeeld worden.
Na een massale, achttien dagen durende politie-operatie, leidde het spoor naar zijn vermoedelijke gijzelplaats naar een woonhuis in Monasterevin, County Kildare, waar Herrema op 7 november na een zenuwslopende belegering van nog eens zeventien dagen ten slotte hevig ontdaan, maar ongeschonden uit handen van zijn ontvoerders kon worden bevrijd. Hij kreeg van Gallagher een kogel mee als souvenir.
Met tegenzin keerde Herrema op aandringen van zijn werkgever, AKZO, terug naar Nederland. Vrijwel direct daarna werd ook de Ferenka-fabriek in Limerick gesloten en stonden 1400 medewerkers op straat.
De twee gijzelnemers werden tot lange gevangenisstraffen veroordeeld. Eddie Gallagher werd voor zijn aandeel veroordeeld tot 20 jaar. Marion Coyle kreeg 15 jaar cel. 
Herrema en zijn vrouw werden nog in hetzelfde jaar benoemd tot ereburgers van Ierland, terwijl de stad Limerick Herrema eerde met een Freemanship. Op 18 oktober 2005, 30 jaar na de ontvoering, droeg Herrema zijn persoonlijke documenten met betrekking tot de ontvoering over aan de Universiteitsbibliotheek van Limerick.

## Persoonlijk
Herrema trouwde in 1948. Samen met zijn echtgenote kreeg hij vier kinderen. Het gezin was woonachtig in Arnhem. Zijn vrouw overleed op 19 april 2020 op 94-jarige leeftijd. Een dag na haar uitvaart overleed Tiede Herrema op 99-jarige leeftijd. Bij zijn overlijden werd stilgestaan door onder anderen de Ierse president Michael D. Higgins, die daarbij de sterke band tussen Herrema en Ierland benadrukte.